# Olivier de Magny
Pour les personnes ayant le même patronyme, voir Magny.
Cet article possède un paronyme, voir Olivier de Cagny.

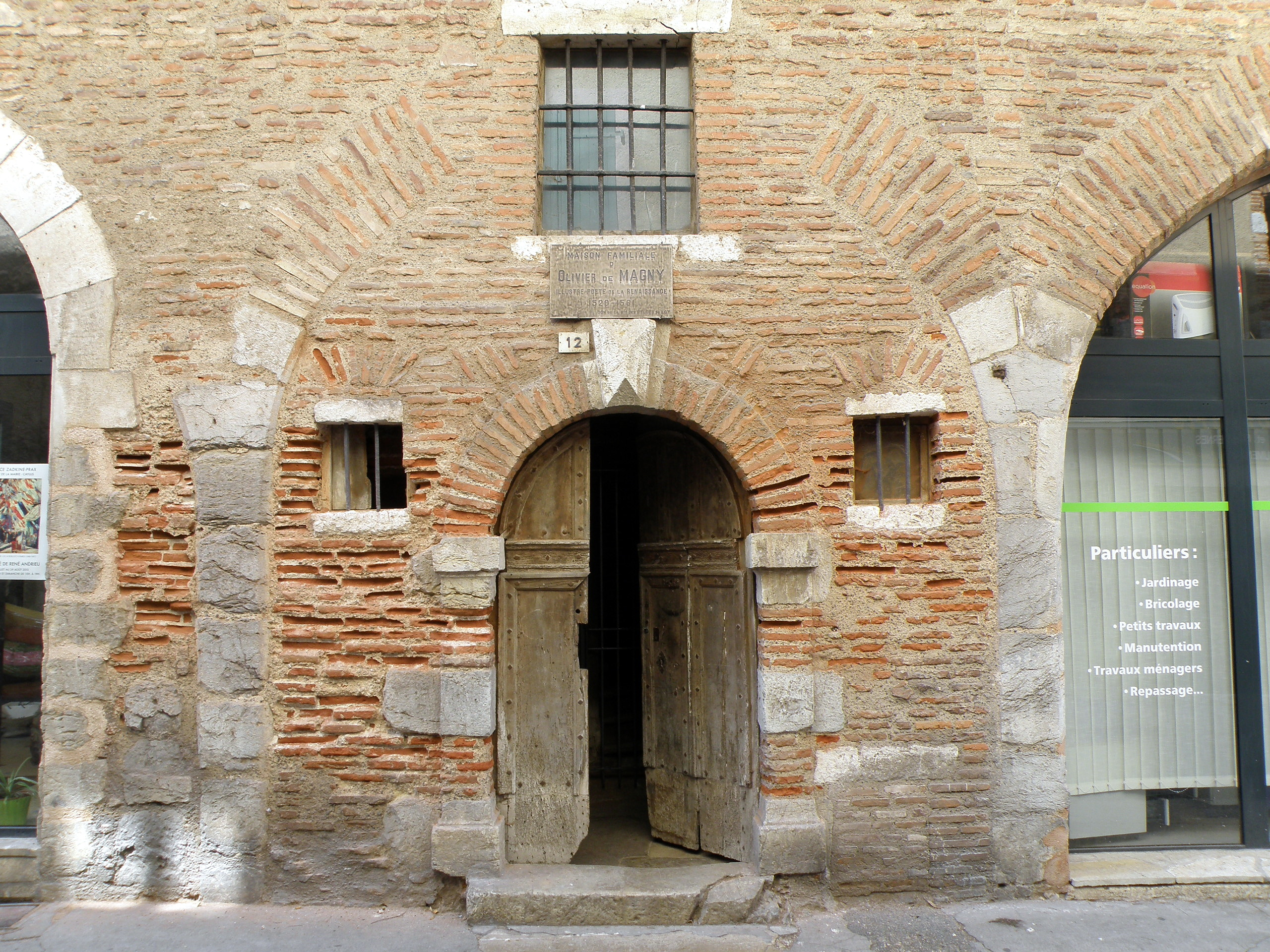
Maison natale du poète dans le vieux centre de Cahors.

Olivier de Magny, né à Cahors dans le Quercy vers 1529 et mort vers 1561, est un poète français.

## Biographie
Né dans une famille bourgeoise de Cahors, Olivier de Magny fait ses premières études dans sa ville natale avant de se rendre à Paris en 1547. Il s'y attire l'attention de Hugues Salel, abbé de Saint-Chéron et poète à la cour de François Ier, qui en fait son secrétaire. Ce premier poste l'amène à fréquenter à son tour la cour, où il rencontre quelques éminents personnages de l'époque.
Son protecteur meurt en 1553. Olivier de Magny s'attache alors à Jean de Saint-Marcel, seigneur d'Avanson, qui l'emmène à Rome en 1555 au cours d'une mission diplomatique auprès du Saint-Siège. C'est pendant ce voyage qu'il aurait rencontré, à Lyon,  Louise Labé, dont il serait tombé amoureux.
Son séjour en Italie dure trois ans. Il y fait la connaissance de Joachim du Bellay, mais il est peu séduit par la cour italienne. En 1557, il retourne en France où, le 31 mai 1559, il est nommé au poste envié de secrétaire du roi, fonction qu'il exercera jusqu'à sa mort.
Généralement considéré comme un disciple de Ronsard, il a surtout composé des sonnets.

## Œuvres
- Hymne sur la naissance de Madame, fille du roi très chrestien Henry, Arnoul L'Angelier, Paris, 1553.
- Les Soupirs d'Olivier de Magny, 1557 Texte en ligne
- Les Odes d'Olivier de Magny, de Cahors en Quercy, A. Wechel, 1559.
- Les Amours d'Olivier de Magny et quelques odes de luy, B. Rigaud, Paris, 1572.
- Œuvres poétiques, Olivier de Magny, Œuvres complètes avec introduction, variantes et notes, sous la direction de François Rouget, Champion, coll. « Textes de la Renaissance », Paris, 1999.